# غلاف فني

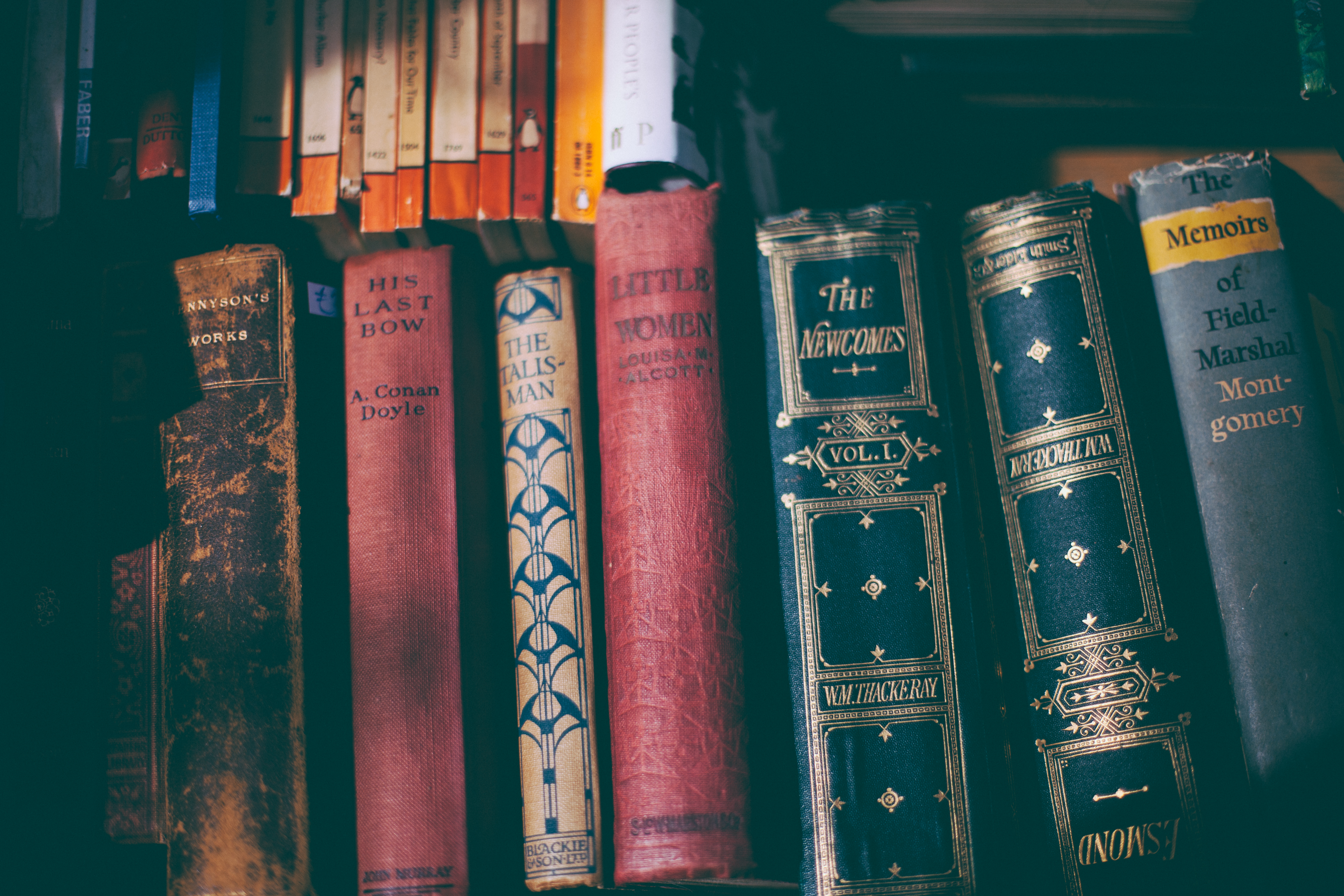
مجموعة من الكتب المُغلّفة فنّيًا، تظهر أعلاها، مجموعة أخرى بغلاف ورقي (وتُعرف أيضًا بكونها ذات غلاف عادي)

المُجلَّد بغلاف مقوى أو بغلاف قوي أو المُجلد صلبًا هو نوع من أنواع تجليد الكتب، تكون مغطاة بأغلفة واقية صلبة (عادةً ما تكون من أغلفة جلدية أو الورق المقوى الثقيل المغطى بطبقة من قماش بقرم أو غيرها من الأغلفة القماشية أو الورق الثقيل أو حتى الجلود أحيانًا). يحتوي هذا النوع من التجليد على عمود مرن ومُخيّط، يسمح للكتاب - عند فتحه - أن يصبح مفترشًا بسهولة ودون أن تنقطع منه الصفحات. الكُتب المغلفة بالأغلفة الفنّيَّة، تُحدَّد بواسطة الاختصار (بالإنجليزية: Hbk)‏ بعد أرقام تسلسل الردمك. وهذا النوع من التغليف، على العكس من التغليف الورقي.

## أسماء أخرى
المُجَلَّد أو المُجلَّد بالكرتون أو ذو غلاف من الكرتون أو الغلاف السميك أو الغلاف الفني[بحاجة لمصدر] أو الغلاف الفني المجلد[بحاجة لمصدر] (بالإنجليزية: hardcover or hardback or hardbound)‏؛

## معرض صور

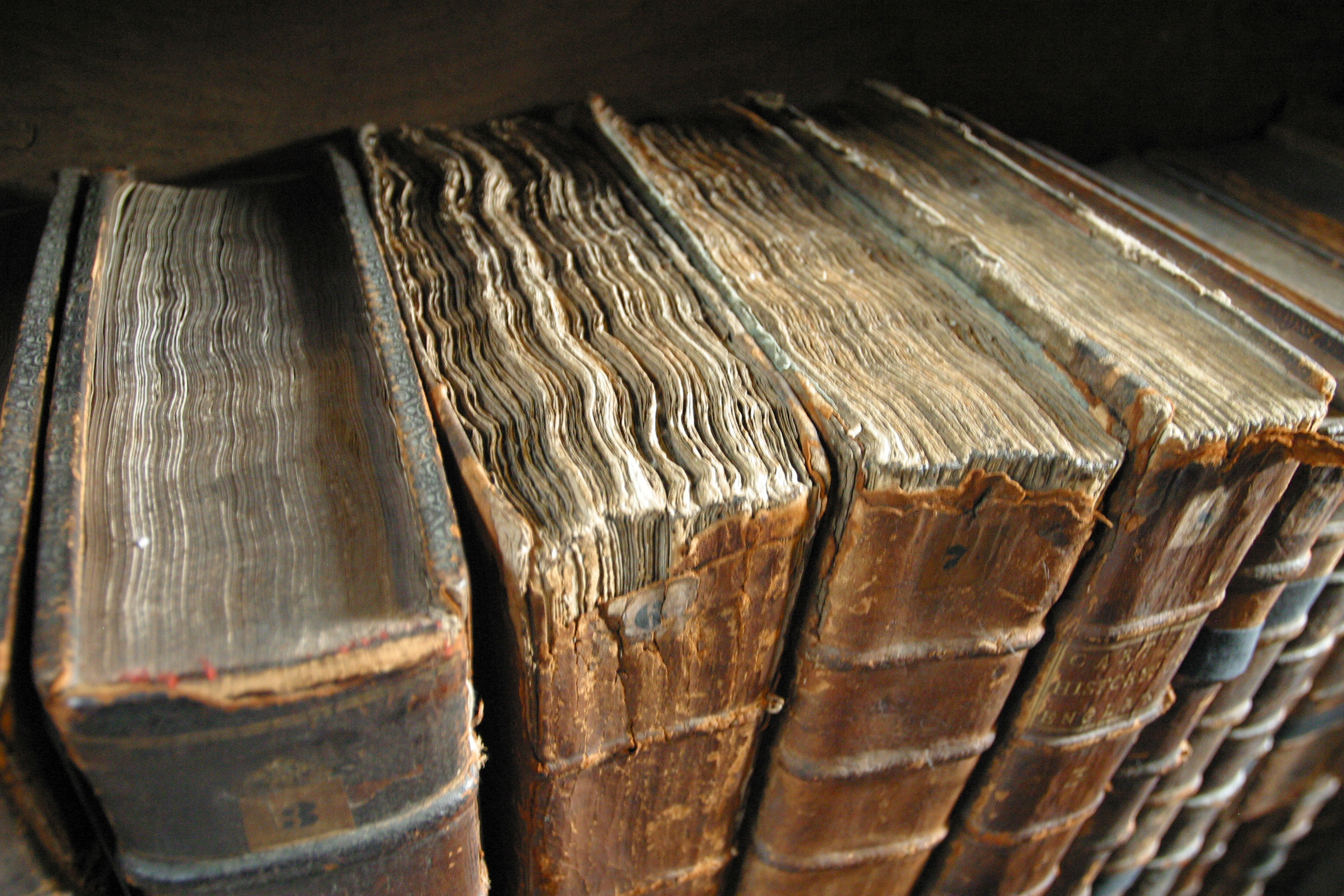
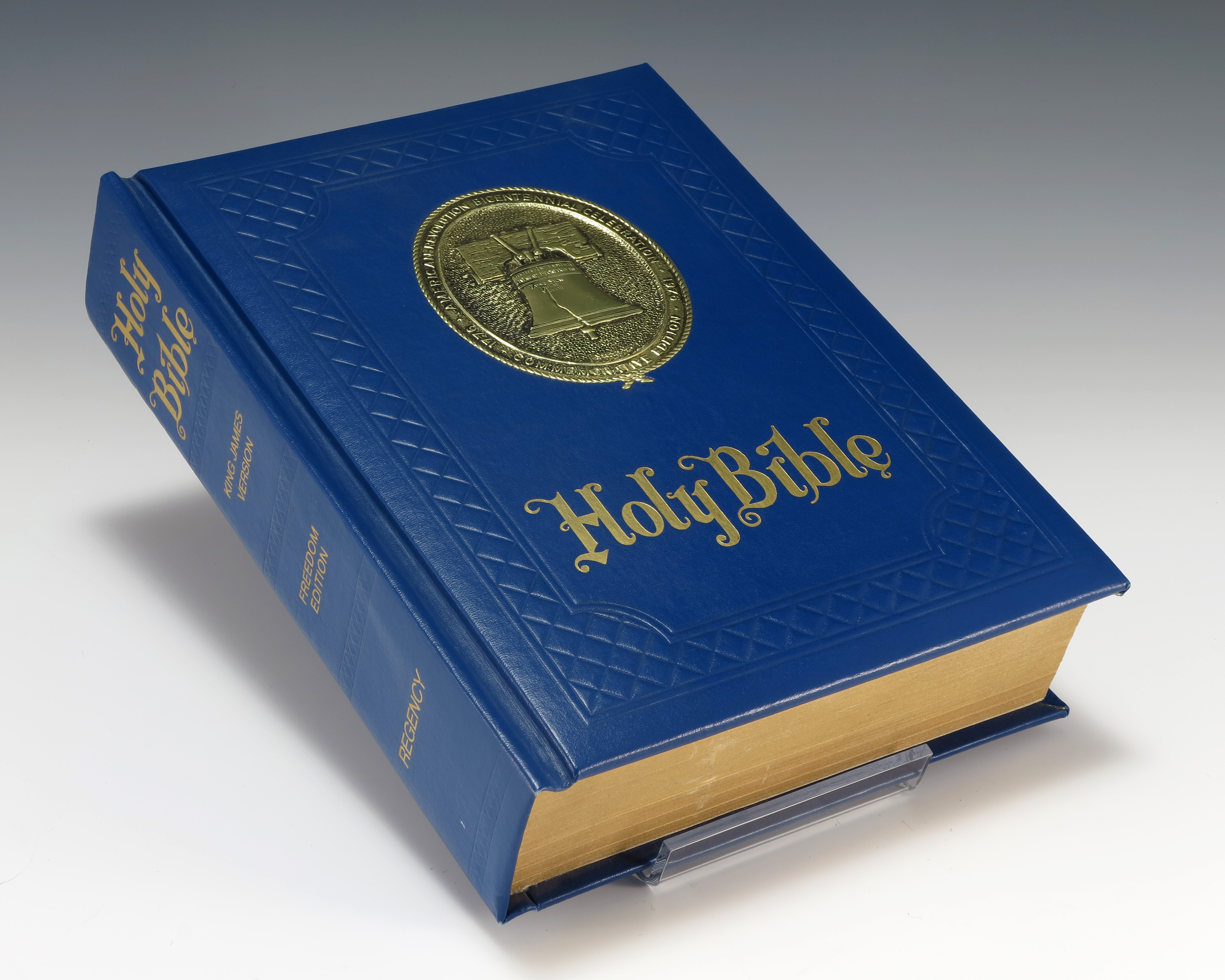
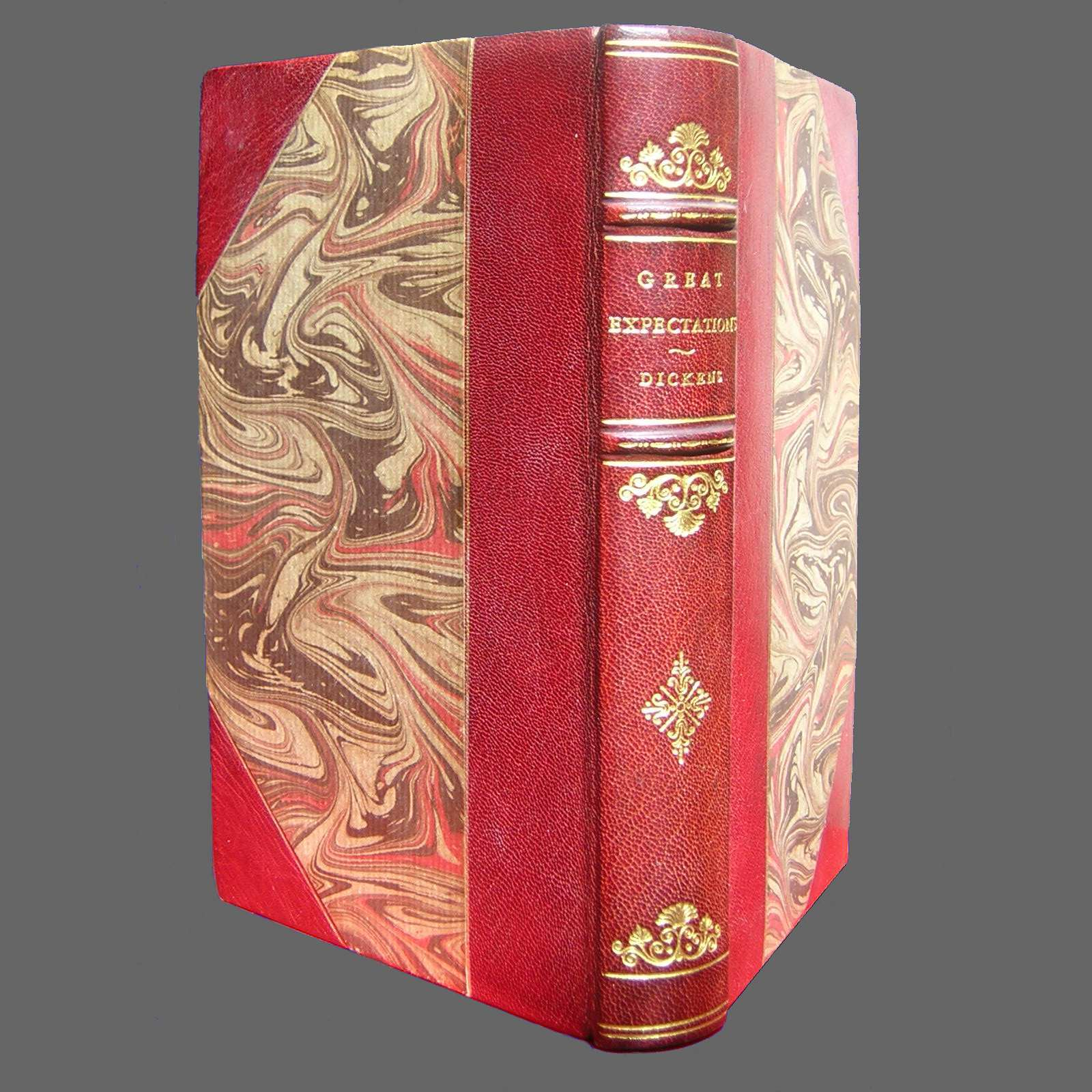
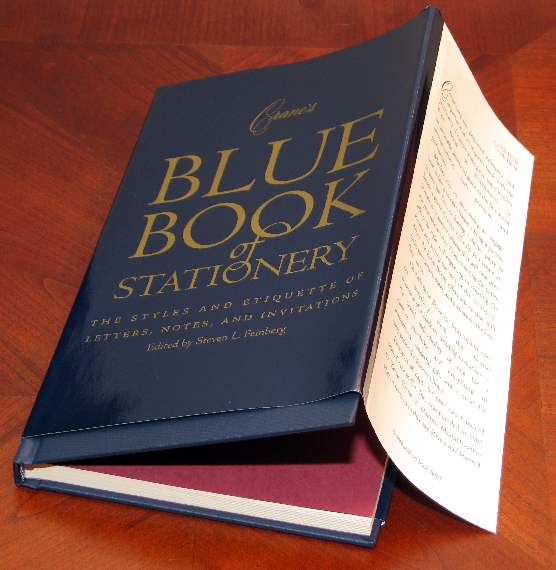
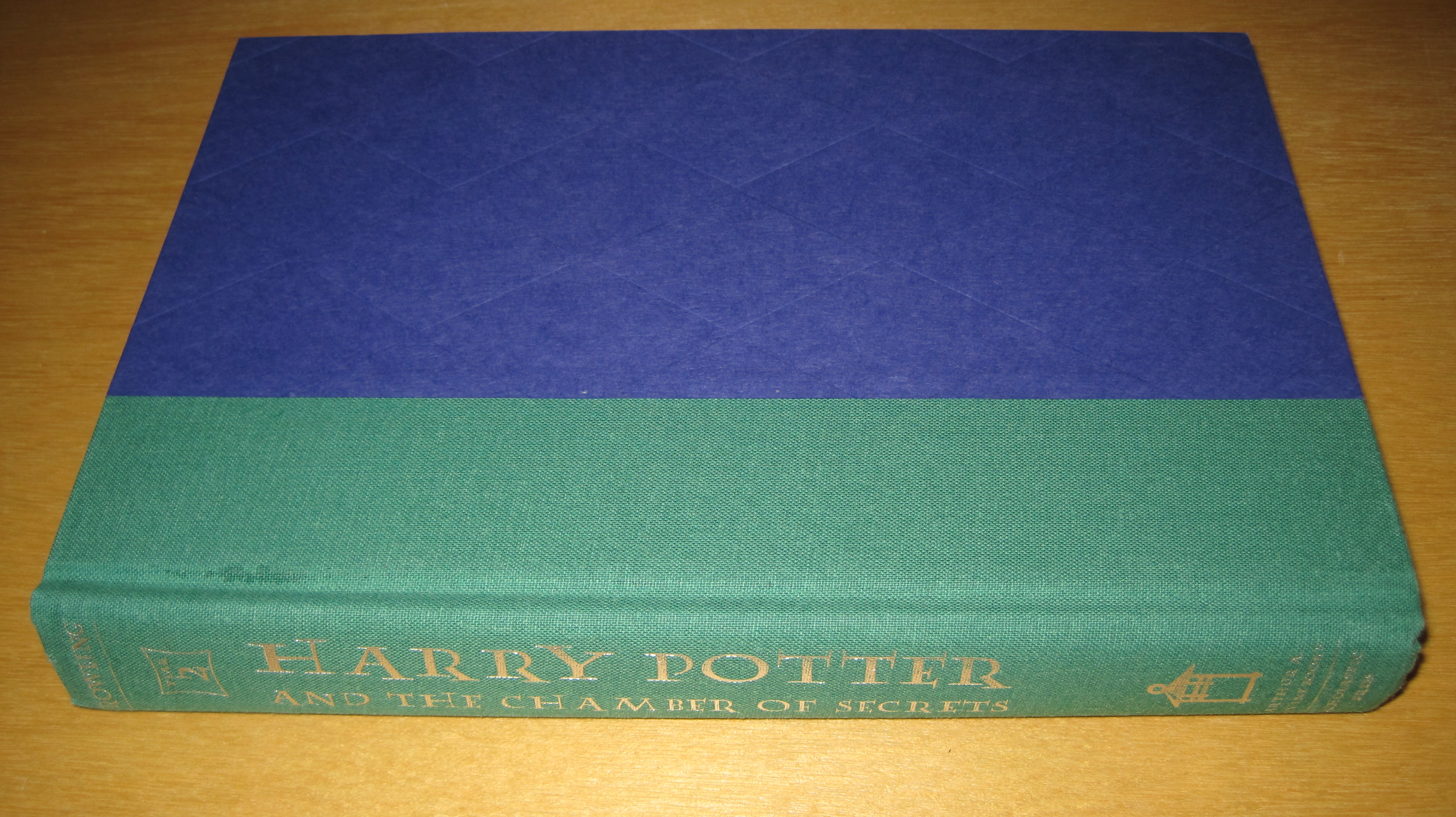